# Nicolò Nicolosi (politico)
Nicolò Nicolosi (Bisacquino, 15 aprile 1942) è un politico italiano, sindaco di Corleone dal 2002 al 2007 e nuovamente a partire dal 2018.

## Biografia
È stato deputato all'Assemblea regionale siciliana dal 1986 al 2001, prima con la DC, poi con una lista civica, e assessore al Bilancio nella giunta Leanza dal 2000 al 2001. Nel 1992 da vice presidente dell'Ars fu arrestato, ma poi assolto da tutte le accuse e risarcito dallo Stato per i 40 giorni di ingiusta detenzione. È stato leader e fondatore del movimento regionalista Patto per la Sicilia.
Alle elezioni politiche del 2001 viene eletto alla Camera dei deputati per la coalizione di centrodestra, in rappresentanza del collegio maggioritario di Termini Imerese, fino al 2006.
Dal 2002 al 2007 è sindaco della città di Corleone, eletto al primo turno da una coalizione di centro destra con il 64,34% dei voti di preferenza. È attualmente presidente del C.I.D.M.A. e del Consorzio Terre di Corleone.
Nelle elezioni comunali del comune di Corleone del 13 e 14 maggio 2007 si presenta sostenuto da cinque liste civiche e riesce ad andare al ballottaggio supportato dai due candidati del centro sinistra, Salvatore Schillaci e Vincenzo Zabbia, contro il candidato del Polo (Antonino Iannazzo di An), e viene sconfitto per tre voti.
Dopo essere transitato per Udeur, Nuova Sicilia, Patto per la Sicilia ed Udc, aderisce al Movimento per le Autonomie.
Il 25 novembre 2018, viene rieletto sindaco di Corleone a capo di una coalizione di centro-destra.
Il 7 marzo 2021 annuncia di avere convocato la giunta per presentare le sue dimissioni. La decisione è la conseguenza delle polemiche suscitate dall'indagine dei carabinieri del Nas che hanno segnalato alla Procura di Termini Imerese che il primo cittadino e gli assessori della giunta si erano vaccinati contro il COVID-19 a gennaio, pur non rientrando tra le categorie stabilite dalla legge.